# ロヴォシツェ
ロヴォシツェ（チェコ語: Lovosice [ˈlovosɪtsɛ] ( 音声ファイル)）は、チェコ西部のボヘミアの北部にある小さな町。
ドイツ語名はロボジッツ (Lobositz) である。
ラーベ川（エルベ川）低地の北端の、ラーベ川の左岸に築かれた。ボヘミア高地の南端でもあり、ロヴォシュ山が最も近い山である。首都プラハから北におよそ60kmのところにある。行政的にはウースチー州のリトムニェジツェ地区に属す。街自体はかなり細長く、「ロヴォシツェくらい長く」とことわざにもされるほどである。
交通の要衝で、ラーベ川に貨物港があるだけでなく、プラハとドイツとをむすぶD8高速道路やプラハからドレスデンに至る高速鉄道も通っている。化学や食品などの工業が盛ん。

## 歴史

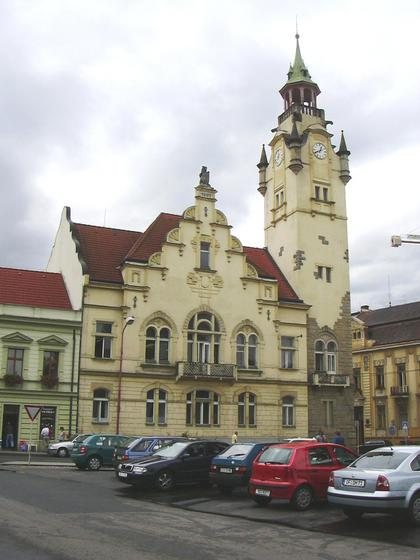
中心地区に建つ塔

青銅器時代には既に人が住んでいた。チェコで最初期の人類居住の痕跡がある。
初めて歴史上に登場するのは1143年4月12日のことで、ワラキア公ヴラディスラフ2世がこの小さな村にストラホフ修道院を建てた。1600年7月4日には神聖ローマ皇帝ルドルフ2世から町権をさずかっている。1756年にはプロイセンとオーストリア帝国との間で有名なロボジッツの戦いが交わされた。
ズデーテン地方をドイツ領と定めたミュンヘン協定により、第二次世界大戦中はドイツに支配された。当時は600人のチェコ人が暮らしていた。戦後はベネシュ布告によりドイツ系住民が迫害された。